# Beriev Be-2
Beriev Be-2 (định danh ban đầu là KOR-1) là một loại thủy phi cơ trinh sát, được chế tạo cho Hải quân Xô viết ngay trước Chiến tranh thế giới II. Nó được thiết kế nhằm thay thế cho loại Heinkel He 55.

## Quốc gia sử dụng
Liên Xô
- Không quân Hải quân Xô viết

## Tính năng kỹ chiến thuật
Đặc điểm tổng quát
- Kíp lái: 2
- Chiều dài: 8,67 m (28 ft 3 in)
- Sải cánh: 11 m (36 ft 1 in)
- Chiều cao: 3,80 m (12 ft 6 in)
- Diện tích cánh: 29,3 m2 (315 ft2)
- Trọng lượng rỗng: 1.800 kg (3.970 lb)
- Trọng lượng có tải: 2.686 kg (5.920 lb)
- Powerplant: 1 × Shvetsov M-25A, 522 kW (700 hp)

Hiệu suất bay
- Vận tốc cực đại: 245 km/h (152 mph)
- Tầm bay: 1.000 km (621 dặm)
- Trần bay: 6.600 m (21.654 ft)

Vũ khí trang bị
- 3 súng máy ShKAS 7,62 mm
- 100 kg (220 lb) bom